# Фурно, Карло
Карло Фурно (итал. Carlo Furno; 2 декабря 1921, Байро, королевство Италия — 9 декабря 2015, Рим, Италия) — итальянский куриальный кардинал и ватиканский дипломат. Титулярный архиепископ Абари с 1 августа 1973 по 26 ноября 1994. Апостольский нунций в Перу с 1 августа 1973 по 25 ноября 1978. Апостольский нунций в Ливане с 25 ноября 1978 по 21 августа 1982. Апостольский нунций в Бразилии с 21 августа 1982 по 15 апреля 1992. Апостольский нунций в Италии с 15 апреля 1992 по 26 ноября 1994. Великий магистр Рыцарского Ордена Гроба Господня с 16 декабря 1995 по 27 июня 2007. Архипресвитер патриаршей Либерийской базилики с 29 сентября 1997 по 27 мая 2004. Кардинал-дьякон с титулярной диаконией Сакро-Куоре-ди-Кристо-Ре с 26 ноября 1994 по 24 февраля 2005. Кардинал-священник с титулом церкви pro hac vice Сакро-Куоре-ди-Кристо-Ре с 24 февраля 2005 по 10 мая 2006. Кардинал-священник с титулом церкви Сант-Онофрио с 10 мая 2006.